# Santaloides prainianum
Santaloides prainianum là một loài thực vật có hoa trong họ Connaraceae. Loài này được (Talbot) G. Schellenb. miêu tả khoa học đầu tiên năm 1938.